# Бембридж
Бембридж (англ. Bembridge) — деревня на восточном побережье острова Уайт. Население — 3 567 человек.

## География
Расположена у крайней восточной точки острова Уайт. Ближайшие населённые пункты — деревня Сент-Хеленс в двух километрах к северо-западу, город Брейдинг в четырёх километрах к западу, города Сандаун и Шанклин в семи километрах к юго-западу.

## История
Деревню Бембридж с городом Брейдингом в период с 1882 по 1953 год соединяла железная дорога.

## Экономика
В юго-западной части деревни расположен аэропорт «Бембридж». На его территории находятся офисные помещения и производственные мощности авиастроительной компании «Britten-Norman». В 1970-х здесь производили лёгкий самолёт «Britten-Norman Islander».
Через деревню проходит регулярный маршрут № 8 (Ньюпорт — Сандаун — Бембридж — Сент-Хеленс — Райд) компании «Southern Vectis».
Относится к почтовому району Портсмута, которому соответствует код «PO».

## Политика и власть
При выборах в парламент Бембридж входит в избирательный округ «Остров Уайт».
В деревне находится пожарная станция «A05-Bembridge» пожарно-спасательной службы острова Уайт.
Работает служба спасения на воде. Спасательный корабль «RNLB Jesse Lumb» базировался на водно-спасательной станции Бембриджа с 1939 по 1970 год и за этот период спас более двухсот жизней в том числе и в военное время.

## Культура
В Бембридже находится единственная сохранившаяся на острове Уайт ветряная мельница около 1700 года постройки.
Среди местного населения бытует легенда о том что Бембридж является самой большой деревней Англии.

## Известные жители
- Беар Гриллс — путешественник, ведущий телепрограммы «Выжить любой ценой».